# SGD Pharma

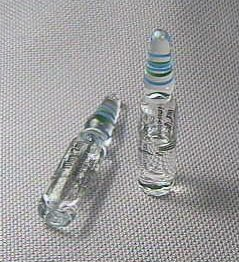
Ampollas para fármacos.

SGD (anteriormente SGD Pharma) es una sociedad especializada en la fabricación de embalajes primarios en vidrio para la industria farmacéutica, en origen filial del grupo francés Saint-Gobain bajo el nombre Saint-Gobain Desjonquères (SGD). Desde octubre de 2016, el grupo pertenece a los fondos chinos JIC (Jianyin Investment China).
El grupo SGD Pharma es fabricante de frascos en vidrio blanco o ámbar, y propone igualmente servicios como el cierre interno con silicona de los frascos o incluso la plastificación del vidrio.
El grupo es una multinacional de origen francés, con 5 fábricas en Europa y en Asia. Su sede social está ubicada en la ciudad de Puteaux, Francia.